# Олександр де Бурнонвіль
Олександр II Іпполіт Балтазар де Бурнонвіль (фр. Alexandre II Hippolyte Balthazar de Bournonville; 5 січня 1616 — 20 серпня 1690) — військовий та державний діяч королівства Іспанія і Священної Римської імперії, 2-й герцог Бурнонвіль, граф Енен.

## Життєпис
Походив з брабантського шляхетського роду Бурновіль. Син Олександра I де Бурновіля, 1-го герцога, та Анни де Мелюн. Народився 1616 року в Брюсселі. Замолоду перебував при дворі намісниці Іспанських Нідерландів Ізабелли Клари Євгенії. 1622 року після раптової смерті старшого брата Фердинанда внаслідок нещасного випадку, Олександр стає спадкоємцем родинних титулів і волоіднь. 1626 року стає шефом піхотної роти. У 1633—1637 роках навчався в університеті Сорбонна (Париж).
1637 року поступив у чині капітана кірасирів до імператорської армії в полку графа Ернста Крістофа фон Рітберга, в складі якого брав участь у битвах заключного етапу Тридцятирічної війни. 1640 року звитяжив під час захоплення Кройцнаху, а 1641 року — Дорнштейну. За останню кампанію отримав звання полковника. 1643 року призначається губернатором Гамма в Вестфалії, який успішно обороняв від шведів. 1644 року стає комендантом Меппену. 1645 року під час Другої битви під Нердлінгеном спільно з Йоганном де Вертом очолив війська після загибелі фельдмаршала Франца фон Мерсі. За це отримав звання генерал-майора. У 1646—1647 роках обороняв графство Східна Фризландія від шведських військ. 1648 року зняв облоги з Меппену та Падерборну.
1650 року доєднався до військ Фронди на чолі із Людовиком Конде та Анрі Тюренном, зокрема у битві біля Ретелю. Брав участь в франко-іспанській війні, що завершилася 1659 року. 1654 року був учасником битви біля Аррасу, де іспанці зазнали поразки. 1656 року звитяжив у битві біля Валансьєнну, де французька армія зазнала поразки. Саме завдяки Бурнонвілю, що відповідав за оборону Валансьєну, вдалося виснажити французів й дочекатися на допомогу. Того ж року оженився на представниці кельнського знатного роду Аренбергів. 1656 року отримав звання 2-го герцога Бурновіля, а 1658 року — князя Бурнонвіля від іспанського короля Філіппа IV. 1659 року призначено губернатором і генерал-капітаном провінції Артуа. В подальшому був учасником Деволюційної війни, але не командував армією.
1672 року з початком Голландської війни знову опинився на імператорській службі, отримавши звання фельдмаршала. 1673 року відзначився при облозі Бонну, за що отримав орден Золотого Руна та посаду камергера імператора. 1674 року спільно з Енеєм Сільвієм Капрарою зазнав поразки в битвах біля Енцгайму в Пфальці та Мюльгаузені в Ельзасі. 1675 року спільно з Раймундом Монтекукколі зустрів французьке військо Анрі де Тюренна біля Тюркгайму, але знову зазнав поразки.
1676 року перебрався до Іспанії, де став військовим радником короля Карла II. 1677 року було відправлено до Мессіни для придушення повстання. 1678 року стає віцекоролем Каталонії, а 1686 року — віцекоролем Наварри. Помер в Памплоні 1690 року.

## Родина
Дружина — Марія Ернестина Франциска, донька Філіппа Карла фон Аренберга
Діти:
- Анна Марія Франсуаза (1657—1727), дружина Філіппа Еммануеля де Круа, князя де Солре
- Олександр Ернест (1658)
- Олександр Карл Франц (1659—1660)
- Ізабела Тереза (1660—після 1678), дружина Козімо Клода Філіппа д'Онгі, графа Купін'ї
- Олександр Альберт Франц Бателемі (1662—1705)
- Марія Франциска (1663—1742), дружина Клода де Рішардо, графа Гаммеражу